# 第162回国会
第162回国会（だい162かいこっかい）とは、2005年（平成17年）1月21日に召集された。会期は、当初6月19日までの150日間の予定であったが、55日間延長され、8月13日までとなった。しかし、8月8日、衆議院が解散され、最終的には計200日間となった。

## 今国会の動き
2005年1月21日 - 召集
8月8日 -  衆議院解散
8月13日 - 閉会
9月11日 - 投票日（第44回衆議院議員総選挙）